# Green-Pine-Radar

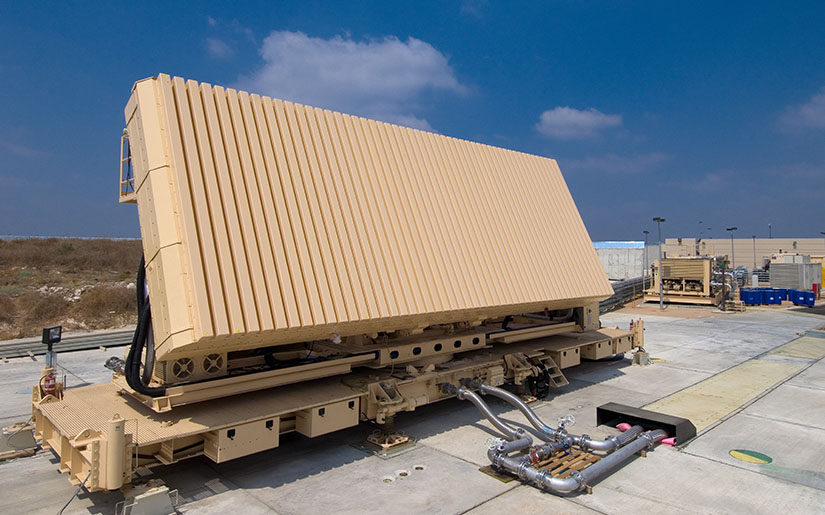
EL/M-2080 „Green Pine“-Raketenaufklärungsradar

Das Green Pine Radar ist ein Frühwarn- und Feuerleitradar, das von der Firma Elta Systems Ltd., einer Tochtergesellschaft der Israel Aerospace Industries, für ein auf Arrow-Raketen gestütztes Luftverteidigungssystem  entwickelt wurde. Das Radargerät trägt die Bezeichnung EL/M-2080 und umfasst das auf einem Anhänger montierte Radargerät mit der Phased-Array-Antenne, ein Elektroaggregat, das Kühlsystem und die Gefechtsstandsausrüstung. Das EL/M-2080 „Green Pine“-Raketenaufklärungsradar wurde speziell für das „Arrow 2“-Raketenabfangsystem als eine Weiterentwicklung des „Phalcon“-Radars gebaut. Das gesamte Waffensystem besteht aus den „Arrow 2“-Raketen, dem Feuerleitradar „Green Pine“ und dem Feuerleitsystem „Citron Tree“.

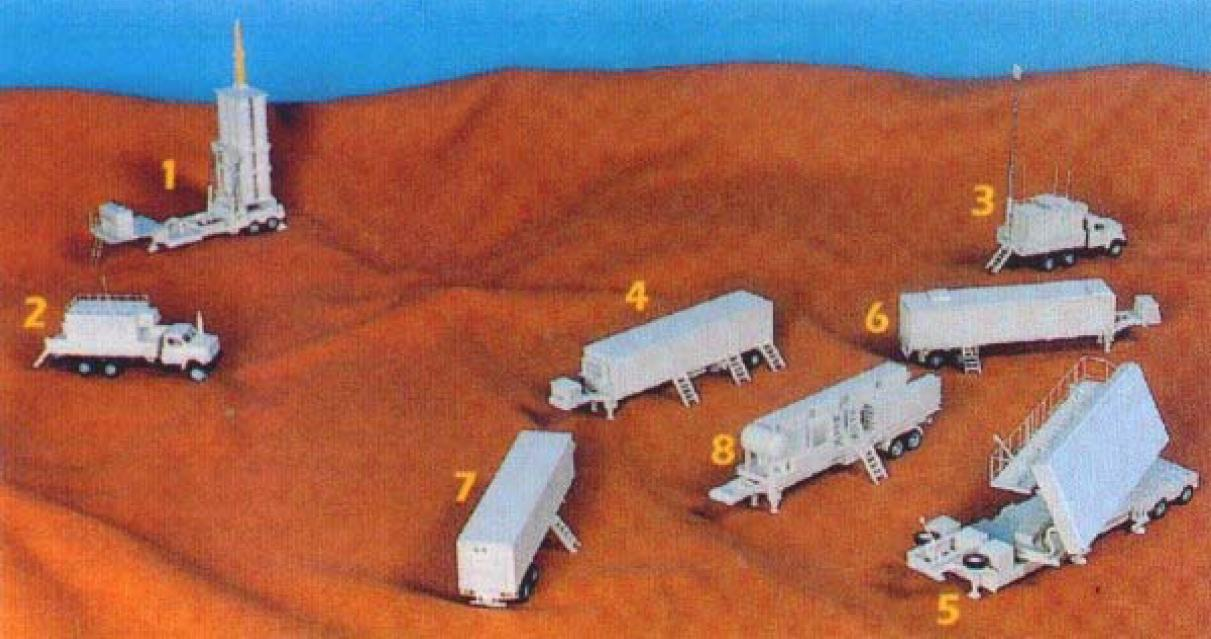
Arrow-Batterie mit dem Green-Pine-Radar (rechts)

Das Feuerleitradar „Green Pine“ ist ein elektronisch geschwenktes Phased-Array-Radar in Solid-State-Technologie. Es sendet im L-Band im Frequenzbereich 500 MHz bis 1000 MHz und wurde durch die Firma Elta Music phased array radar entwickelt. Das Radar arbeitet simultan in den Betriebsarten Luftraumaufklärung, Zielsuche, Zielverfolgung und Raketenleitung.
Das Radar kann anfliegende Ziele bis zu einer Entfernung von 900 km erfassen und bei Zielgeschwindigkeiten von mehr als 3000 m/s sicher verfolgen. Es arbeitet dann auch als Zielbeleuchtungsradar und führt die „Arrow 2“-Raketen mit einer Abweichung von maximal 4 m an das Ziel.
| Technische Daten Green Pine Radar | Technische Daten Green Pine Radar |
| --------------------------------- | --------------------------------- |
| Frequenzbereich                   | L-Band                            |
| Pulswiederholzeit                 |                                   |
| Pulswiederholfrequenz             |                                   |
| Sendezeit (PW)                    |                                   |
| Empfangszeit                      |                                   |
| Totzeit                           |                                   |
| Pulsleistung                      |                                   |
| Durchschnittsleistung             |                                   |
| angezeigte Entfernung             | 900 km                            |
| Entfernungsauflösung              |                                   |
| Öffnungswinkel                    |                                   |
| Trefferzahl                       |                                   |
| Antennenumlaufzeit                |                                   |